# Escándalo de coimas en el Senado

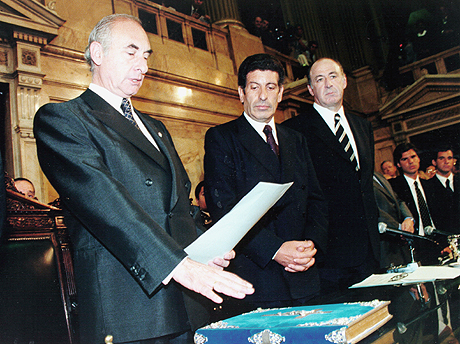
Fernando de la Rúa, presidente de la Nación Argentina al momento del escándalo, jurando el cargo junto a su vicepresidente, Carlos Álvarez, quien renunciaría como consecuencia del mismo.

El escándalo de coimas en el Senado fue un caso de corrupción en Argentina en abril del 2000 en medio de la sanción de la ley 25.250, conocida como Ley de Reforma Laboral —a raíz del escándalo conocida como Ley Banelco—, en el que se investigó si el entonces gobierno radical de Fernando de la Rúa había hecho pagos a senadores del Partido Justicialista (partido opositor) para que votaran a favor de su aprobación. La investigación en la justicia concluyó con la absolución de los acusados al no encontrarse prueba del alegado soborno.
Se considera a este escándalo como uno de los principales motivos para la renuncia, el 6 de octubre del 2000, del vicepresidente Carlos Álvarez, lo que provocó un quiebre en la oficialista Alianza para el Trabajo, la Justicia y la Educación.

## Historia

### Tratamiento del proyecto de ley
En enero de 2000, el gobierno de la Alianza envió al congreso el proyecto de ley de reforma laboral que disponía entre otros puntos:
- Extensión del período de prueba (de 1 a 6 meses, con opción de renovación)
- Eliminación por dos años de los convenios de ultraactividad anteriores a 1975.
- Posibilidad de habilitar convenios por empresa, en lugar de por rama o actividad
- Creación del Servicio Federal de Mediación y Arbitraje

El gobierno consiguió el apoyo del secretario general de la CGT, Rodolfo Daer, para la aprobación de ley. Esto provocó que un sector opositor de la central obrera, liderado por Hugo Moyano, convocara a un congreso que lo declaró como el nuevo secretario general, lo cual no fue aceptado por Daer provocando la fractura de la organización. Moyano llamó a una movilización en contra de la ley pero descreía de su aprobación ya que la Alianza solo contaba con mayoría en Diputados, mientras que en el Senado debía negociar con el peronismo, que se mostraba en contra de la reforma.
Sin embargo, el 26 de abril de 2000 el proyecto obtuvo media sanción del Senado, luego de que el oficialismo aceptó una serie de cambios propuestos por el peronismo. Estos cambios incluyeron entre otros la inclusión de una cláusula que impedía rebajar el salario básico por dos años.

### Denuncia de corrupción
El 29 de mayo Hugo Moyano declaró a la prensa que el ministro de Trabajo, Alberto Flamarique, en un encuentro en el gremio de Obras Sanitarias para discutir la ley le había afirmado: «para convencer a los senadores tenemos la Banelco». Flamarique negó las afirmaciones de Moyano, primero en forma oral y luego en cartas enviadas a cada uno de los senadores. En declaraciones posteriores Moyano ratificó lo dicho y pidió la renuncia de Flamarique.
El escándalo desató una crisis política que desembocó en la renuncia del vicepresidente argentino, y a la vez presidente del Senado, Carlos Álvarez, lo cual creó un marco de incertidumbre que impactó profundamente en el gobierno que se venía debilitando y finalizaría en medio de la crisis económica de 2001.
A mediados de 2003, el secretario parlamentario Mario Pontaquarto afirmó en una entrevista con la revista TXT haber participado en la operación para sobornar a los senadores a través de la Secretaría de Inteligencia (SIDE). La periodista María Fernanda Villosio, afirmó que las negociaciones con los senadores se definieron en el despacho presidencial de Fernando de la Rúa, quien dijo: "arréglenlo con Santibañes", el entonces jefe de la SIDE.

### Causa judicial
Las declaraciones de Pontaquarto le dan impulso a la investigación en la justicia. En diciembre de 2003 es llamado a declarar por el juez Norberto Oyarbide –quien estaba reemplazando temporalmente a Canicoba Corral–. Pontaquarto declara que transportó 5 millones de dólares de fondos de la SIDE a la casa del senador Emilio Cantarero, para que este los repartiera con otros cuatro senadores a cambio de sus votos positivos en la aprobación de la ley. De este dinero también habrían recibido una parte el senador radical José Genoud y el entonces ministro de Trabajo, Alberto Flamarique, según las declaraciones de Pontaquarto.

“Salí del garage rumbo al Senado, solo, en una noche muy fea, lluviosa, acompañado por otro vehículo, un Renault Laguna, junto a un empleado de (Fernando) De Santibañes, quien me acompañó hasta donde yo guardaba mi auto, en un lugar oficial del Senado Luego de dejar mi auto en el garaje me dirigí al salón gris de las Cámara donde habitualmente se desarrollan las reuniones de labor parlamentaria de las cuales yo participaba. [...] se hablaba de los disturbios y llega la noticia que había herido a un sindicalista y ahí el justicialismo anuncia que en esas condiciones no se puede tratar la ley al día siguiente, yo me acuerdo que estaba muy nervioso primero porque nadie salvo Genoud sabían que yo tenía el dinero, por supuesto que los senadores justicialistas no sabían que yo había ido a la SIDE a buscar el dinero, y mi preocupación era que si al día siguiente no se trataba la ley seguramente no se iba a tratar en esa semana, por lo tanto una vez que se descomprimió un poco esa reunión, le manifiesto a Genoud qué iba a hacer yo con el dinero, le digo que lo consulte a De Santibañes porque yo se lo quería llevar otra vez, a lo que él me respondió después de un rato, que no sé si lo llamó a De Santibañes o qué, que eso no podía ser, lo de devolver el dinero, que busque un lugar seguro y que lo tenga yo"
Mario Pontaquarto

En 2005, la Cámara Federal de Apelaciones revoca el fallo de Canicoba Corral y retrotrae la causa a foja cero. La causa pasa entonces al juez Daniel Rafecas, quien en 2007 procesa a Pontaquarto, el presidente Fernando de la Rúa, el secretario de inteligencia Fernando de Santibañes, el ministro Flamarique y los senadores Alberto Tell (Jujuy), Remo Costanzo (Río Negro), Ricardo Branda (Formosa) y Augusto Alasino (Entre Ríos).
Después de una investigación que incluyó un examen del movimiento de dinero de las cuentas de la Secretaría de Inteligencia que no encontró evidencia que respaldara la versión de Pontaquarto, todos los imputados fueron absueltos en diciembre de 2012 por los jueces Miguel Pons, Guillermo Gordo y Fernando Ramírez por considerarse que no era posible probar ningún delito. Finalmente, la Cámara Federal de Casación confirmó la sentencia.
En marzo de 2004 la ley fue derogada y reemplazada por una nueva ley laboral.